# Mantes-la-Ville
Pour les articles homonymes, voir Mantes.
Mantes-la-Ville est une commune du département des Yvelines et de la région Île-de-France, située à 52 km environ à l'ouest de Paris.
Ses habitants sont appelés les Mantevillois.

## Géographie

### Description
Mantes-la-Ville  une ville moyenne d’environ 20 000 habitants, située dans les Yvelines au nord-ouest de Paris, au confluent de la Seine et de la Vaucouleurs (petit affluent de la rive gauche de la Seine).
Le territoire de Mantes-la-Ville est urbanisé mais dispose d'un parc le long de sa rivière et de hauts de collines arborés et agricoles. Il est séparé de celui de Mantes-la-Jolie par la ligne ferroviaire Paris-Mantes-Rouen et desservi par la gare de Mantes-Station, distante de quelques centaines de mètres seulement de celle de Mantes-la-Jolie. Il est traversé également par l'autoroute A13, et on y trouve aussi les deux échangeurs de Mantes-Sud et Mantes-Est. Pour limiter les nuisances, l'autoroute a été partiellement recouverte.

### Climat
Pour des articles plus généraux, voir Climat de l'Île-de-France et Climat des Yvelines.
En 2010, le climat de la commune est de type climat océanique dégradé des plaines du Centre et du Nord, selon une étude du CNRS s'appuyant sur une série de données couvrant la période 1971-2000. En 2020, Météo-France publie une typologie des climats de la France métropolitaine dans laquelle la commune est exposée à un climat océanique et est dans la région climatique  Sud-ouest du bassin Parisien, caractérisée par une faible pluviométrie, notamment au printemps (120 à 150 mm) et un hiver froid (3,5 °C).
Pour la période 1971-2000, la température annuelle moyenne est de 11,1 °C, avec une amplitude thermique annuelle de 14 °C. Le cumul annuel moyen de précipitations est de 694 mm, avec 10,4 jours de précipitations en janvier et 7,6 jours en juillet. Pour la période 1991-2020, la température moyenne annuelle observée sur la station météorologique la plus proche, située sur la commune de Magnanville à 2 km à vol d'oiseau, est de 11,6 °C et le cumul annuel moyen de précipitations est de 641,5 mm,. Pour l'avenir, les paramètres climatiques de la commune estimés pour 2050 selon différents scénarios d'émission de gaz à effet de serre sont consultables sur un site dédié publié par Météo-France en novembre 2022.
| Mois                                  | jan.             | fév.           | mars          | avril         | mai           | juin          | jui.         | août           | sep.          | oct.          | nov.            | déc.             | année      |
| ------------------------------------- | ---------------- | -------------- | ------------- | ------------- | ------------- | ------------- | ------------ | -------------- | ------------- | ------------- | --------------- | ---------------- | ---------- |
| Température minimale moyenne (°C)     | 1,7              | 1,8            | 3,6           | 5,5           | 8,6           | 11,6          | 13,4         | 13,6           | 10,9          | 8,6           | 4,8             | 2,3              | 7,2        |
| Température moyenne (°C)              | 4,3              | 5,1            | 7,8           | 10,7          | 13,9          | 17,2          | 19,5         | 19,5           | 16,2          | 12,5          | 7,7             | 4,8              | 11,6       |
| Température maximale moyenne (°C)     | 6,8              | 8,4            | 12,1          | 15,8          | 19,1          | 22,8          | 25,5         | 25,3           | 21,4          | 16,5          | 10,7            | 7,2              | 16         |
| Record de froid (°C) date du record   | −12,7 01.01.1997 | −12,3 07.02.12 | −8,5 13.03.13 | −3,2 06.04.21 | −0,7 06.05.19 | 3,3 01.06.06  | 6,6 16.07.12 | 5,8 28.08.1998 | 2,4 30.09.18  | −3,5 28.10.03 | −8,2 24.11.1998 | −10,1 29.12.1996 | −12,7 1997 |
| Record de chaleur (°C) date du record | 15,5 27.01.03    | 20,5 27.02.19  | 25,6 31.03.21 | 28,4 20.04.18 | 31,2 27.05.05 | 37,7 27.06.11 | 42 25.07.19  | 40,4 12.08.03  | 35,5 08.09.23 | 29,5 03.10.11 | 20,9 01.11.14   | 16,9 07.12.00    | 42 2019    |
| Précipitations (mm)                   | 48,5             | 47,7           | 48,4          | 42,5          | 62,1          | 53,9          | 51,5         | 56,5           | 40,9          | 65,3          | 57              | 67,2             | 641,5      |

### Quartiers
La ville de Mantes-la-Ville est composée de plusieurs quartiers :
- Les Merisiers
- Le centre-ville / Village (commerces, lieu de culte et mairie)
- Les Plaisances
- Le Domaine de la Vallée Haut (situé en hauteur, zone pavillonnaire + Grand Parc)
- Le Domaine de la Vallée Centre ('zone centrale + commerces + Grand Parc)
- Le Domaine de la Vallée Bas (situé en bas de la vallée + Grand Parc)
- Mantes-Station
- Le quartier Maupomet
- Le quartier des Castors
- Mantes-Université (Mantes-U, Gare)
- Les Brouets
- Place du marché (commerces)

### Transports et déplacements

#### Réseau routier
La commune de Mantes-la-Ville est desservie notamment par l'autoroute A13 qui relie Paris à Caen via Rouen.

#### Desserte ferroviaire

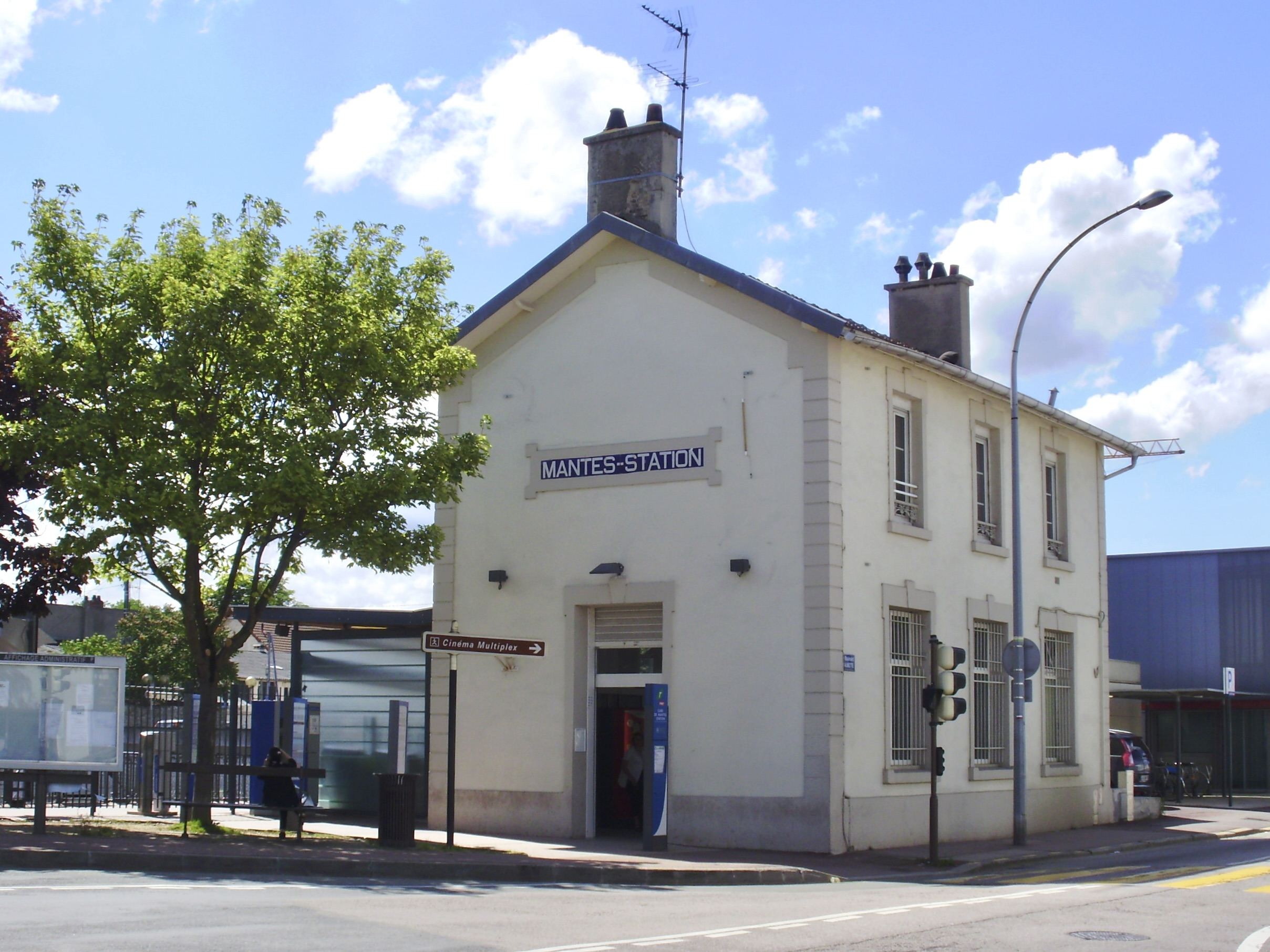
La gare de Mantes-Station.

La gare de Mantes-Station, desservie par la ligne J, donne accès à Paris Saint-Lazare. La gare de Mantes-la-Jolie, proche, est desservie par le TER Normandie et offre une desserte directe de Paris Saint-Lazare.
Dans le cadre du projet Grand Paris, il était prévu que le RER E (Eole) arrive à la gare de Mantes-la-Jolie ainsi qu'à la gare de Mantes Station à l'horizon 2022. En juillet 2016, le projet annonce deux ans de retard.

#### Bus
La commune est desservie par :
- les lignes 78 et 501 du réseau de bus Île-de-France Ouest ;
- la lignes 60 du réseau de bus Centre et Sud Yvelines.

Mantes-la-Ville bénéficie du réseau de bus du Mantois, incluant l'Express A14, qui dessert la commune et la relie également aux communes voisines notamment via le bus I en direction de Magnavillle, le bus K direction Limay, etc.

## Urbanisme

### Typologie
Au 1er janvier 2024, Mantes-la-Ville est catégorisée grand centre urbain, selon la nouvelle grille communale de densité à sept niveaux définie par l'Insee en 2022.
Elle appartient à l'unité urbaine de Paris, une agglomération inter-départementale regroupant 407  communes, dont elle est une commune de la banlieue,,. Par ailleurs la commune fait partie de l'aire d'attraction de Paris, dont elle est une commune d'un pôle secondaire,. Cette aire regroupe 1 929 communes,.

## Toponymie
Le nom de la localité est mentionné sous les formes Medunta en 1133, Medonta villa.
Toutes ces formes semblent issues d'un primitif *Meduanta, pluriel de *Meduantum,.
Ce toponyme est issu d'un hydronyme, comme c'est souvent le cas ; en effet, Medante fluminis (de flumen « fleuve ») est mentionné au Xe siècle. Sa signification possible conforterait cette hypothèse car *Meduanta reposerait sur le gaulois medu- « hydromel », suivi du suffixe -anta. Le nom de la Mayenne (Meduana) serait basé sur le même élément. Medonta Villa signifie « Mantes le Domaine ».
Ce nom évolua par la suite et subit l'évolution phonétique du gallo-roman au français, avec l'amuïssement régulier de la consonne intervocalique, d'où Maante, puis progressivement Mantes à partir de la fin du XVIIe siècle.
Dans la seconde moitié du XVIIIe siècle, l’orthographe Mantelaville commence à se raréfier au profit de Mante-la-Ville qui se généralisera au XIXe siècle. Très rapidement, un "s" apparaîtra pour en arriver à l’orthographe actuelle Mantes-la-Ville.

### Micro-toponymie
Le Breuil, puis Breuil-Bois-Robert sont des hameaux annexes de Mantes-la-Ville, jusqu'en 1775.

## Histoire

### Le Moyen Âge de Mantes-la-Ville
« Medenta Villa » était à l'origine un village rural habité dès le Ve siècle comme l'ont révélé des fouilles archéologiques. Traditionnellement, les vignerons, agriculteurs et meuniers de « Mantelaville » alimentaient non seulement leurs voisins de « Mante », mais aussi Paris et la Normandie. Le transport se faisait par la Seine, voie de communication la plus rapide à cette époque. Sous l'Ancien Régime, Mantes était un relais pour les diligences sur la route Caen-Paris.
Par ses champs, « Mantelaville » se distinguait donc de sa voisine, Mantes, qui restait enserrée dans ses murailles, au point que la seule solution pour les Mantais désireux de cultiver un lopin de terre était de louer une parcelle sur le territoire de Mantes-la-Ville. Cette situation était monnaie courante sous l'Ancien Régime.
La ressource principale de la commune a longtemps été la vigne plantée dans la vallée de la Vaucouleurs ainsi que les quartiers des Cordeliers, des Martrais et de Saint-Jacques, situés sur le terroir de Mantes-la-Ville jusqu'au XIXe siècle. Les vignes de Mantes-la-Ville produisaient du cépage pinot qui fut remplacé par du gamay à la suite des mauvaises conditions météorologiques, grêles et gelées, à la fin du XVIIIe siècle. Le vin blanc traditionnel de Mantes-la-Ville était consommé non seulement dans le Mantois, mais aussi à Paris, où on le retrouvait sur les tables royales, et en Normandie. Au XIXe siècle, un vin rouge de plus en plus limité remplaça ce vin blanc. il était destiné à une consommation locale. La baisse de la qualité du vin et la concurrence du cidre entraîne la fin de la viticulture. Les agriculteurs se tournent alors vers le maraîchage et l'élevage.
Douze moulins étaient établis sur la Vaucouleurs dont certains encore en activité au début du XXe siècle. Les femmes apportaient un revenu supplémentaire à leurs familles, car elles étaient souvent les nourrices de petits Parisiens qui arrivaient par les embarcations circulant sur la Seine.

### Mantes-la-Ville auXIXesiècle
L'arrivée du chemin de fer fut déterminant pour l'évolution de la ville. En 1843, la ligne Paris-Rouen a permis d'amener des biens, des marchandises et de la main-d'œuvre à Mantes-la-Ville. L'industrialisation naissante avait besoin de cette main-d'œuvre. De plus, la ligne Paris-Rouen offrait des débouchés économiques remarquables. Plusieurs industries s'implantent à proximité des gares. La Compagnie industrielle de matériel de transport (CIMT), originaire de Saintes, s'installe en 1929 ou l'usine Le Blan-Gringoire en 1920 (voir rubrique "Culture et patrimoine" ci-dessous). Ce sont également des industries liées à la fabrication d'instruments qui commencent à se développer (voir rubrique "Culture et patrimoine" ci-dessous). Conséquence directe, le développement de l'habitat se fait autour de la route de Houdan ou de l'avenue Jean Jaurès, qui conduisent aux gares.

### Mantes-la-Ville auXXesiècle

#### Avant 1940
Des industries chimiques se développent à Mantes-la-Ville. Les peintures Minsen (devenues Herberts par la suite, puis DuPont Performance Coatings) en sont un exemple. Mais c'est l'usine de la Cellophane, spécialisée dans la fabrication de pellicules cellulosiques, qui devint l'un des symboles de l'industrie mantevilloise. Cette usine fut construite en 1926 en bord de Seine près de la ferme de Chantereine. La fabrication démarra effectivement en 1929, et s'arrêta le 6 juin 1940 à cause de l'invasion allemande. Elle fut gravement endommagée par les bombardements alliés en 1944, puis reprit son expansion jusqu'en 1976. C'est le second choc pétrolier et l'arrivée de matériaux concurrents qui précipitèrent sa fin. La production fut arrêtée définitivement en 1985 et l'usine complètement détruite en 1986[réf. nécessaire].

#### La Seconde Guerre Mondiale
Pendant la Seconde Guerre mondiale, Mantes-la-Ville fut occupée par l'armée allemande. Elle paya un lourd tribut à la guerre. Du fait de sa position stratégique, la ville fut bombardée à plusieurs reprises. Ainsi, les ponts dits d'Argenteuil, qui permettaient de franchir les deux bras de la Seine, ainsi que le pont des Cinq-Arches furent les cibles de bombardements répétés. La CIMT fut également écrasée sous les bombardements. Une station-magasin militaire, un terrain d'aviation et un poste de DCA sont installés non loin de la ville. Carrefour de multiples routes, centre important de communication, Mantes-la-Ville a donc subi une quarantaine de bombardements pendant la guerre.
Les 3 et 8 juin 1940, Mantes-la-Ville subit les premiers bombardements, qui feront 38 morts, dont 28 militaires. Le centre-ville est également bombardé, sans que celui-ci ne représente un objectif militaire. À la suite de la décision du commandement français de détruire les ponts pour ralentir les Allemands, l'exode des Mantevillois commence.
Le château de la Vallée, vendu par la famille Brochant de Villiers (voir la rubrique « Personnalités liées à la commune » ci-dessous) à la famille Le Blan en 1921, devint le siège de l'Organisation Todt. Le château de la Vallée fut bombardé le 3 août 1944 ; il ne fut jamais reconstruit.
Le 20 avril 1944, de nouveaux bombardements alliés commencent. Le dimanche 7 mai 1944, eut lieu le bombardement appelé « le bombardement de Gassicourt » en raison des destructions qu'il commit dans le quartier de Gassicourt. Ce bombardement toucha la quasi-totalité de la ville et fit 40 morts. Le lendemain, alors que de nombreux Mantais se réunissaient dans la collégiale de Mantes-la-Jolie pour la messe de funérailles, un bombardement est signalé : il s'attaque aux ponts. La violence des détonations provoque le bris des vitraux. Le mardi 30 mai 1944, alors que se préparait le Débarquement, commence un bombardement visant le pont des Cinq-Arches. Alors que l'objectif est atteint et que le pont est détruit dès la première vague, une seconde vague de bombardement s'abat sur le centre-ville, provoquant d'immenses dégâts, notamment autour de l'hôtel de ville. Une bombe sectionne le clocher de l'église et tombe sans exploser. La maison d'arrêt, qui comprenait de nombreux prisonniers de droit commun coupables de délits mineurs, fut particulièrement touchée, provoquant la mort de plus de 200 personnes. Les bombardements s'arrêtent le 13 août 1944. Les militaires américains entrent dans la ville le samedi 19 août 1944, par l'avenue Aristide-Briand. Le 22 août, une quinzaine d'avions allemands mitraillent encore certaines rues de Mantes-la-Ville sans résultat.

#### Après guerre
Progressivement, les zones agricoles s'effacent pour laisser la place à l'habitat. dans les années 1950, les cités des Orgemonts, celle des Bâtes et celle des Barbiettes sont achevées. Dans les années 1960, c'est au tour du quartier des Brouets, des Merisiers et des Plaisances de sortir de terre. Le Village et le Domaine de la Vallée sont construits dans les années 1970 et 1980.
En 1962, le premier supermarché Promodès est ouvert à Mantes-la-Ville.
Le 1er juillet 1998, Mantes-la-Ville obtient son propre code postal (78711) en remplacement de celui de Mantes-la-Jolie (78200).

## Politique et administration

### Rattachements administratifs et électoraux
Rattachements administratifs
Antérieurement à la loi du 10 juillet 1964, la commune faisait partie du département de Seine-et-Oise. La réorganisation de la région parisienne en 1964 fit que la commune appartient désormais au département des Yvelines et à son arrondissement de Mantes-la-Jolie après un transfert administratif effectif au 1er janvier 1968
Elle faisait partie depuis 1793 du canton de Mantes-la-Jolie. Dans le cadre du redécoupage cantonal de 2014 en France, cette circonscription administrative territoriale a disparu, et le canton n'est plus qu'une circonscription électorale.
Rattachements électoraux
Pour les élections départementales, la commune fait partie depuis 2014 d'un nouveau  canton de Mantes-la-Jolie
Pour l'élection des députés, elle fait partie de la huitième circonscription des Yvelines.

### Intercommunalité
Mantes-la-Jolie était membre de la communauté d'agglomération de Mantes-en-Yvelines, un établissement public de coopération intercommunale (EPCI) à fiscalité propre créé fin 1999 et auquel la commune avait transféré un certain nombre de ses compétences, dans les conditions déterminées par le code général des collectivités territoriales.
Dans le cadre des prescriptions de la loi de modernisation de l'action publique territoriale et d'affirmation des métropoles (loi MAPAM)  qui impose la création de territoires d'au moins 200 000 habitants, cette intercommunalité a fusionné avec ses voisines pour former, le 1er janvier 2016 la communauté urbaine Grand Paris Seine et Oise, dont est désormais membre la commune.

### Tendances politiques et résultats
En mars 2014, se tiennent les élections municipales :  Quatre listes se maintiennent au second tour (quadrangulaire), dont deux sont classées à gauche. Profitant de la division de la gauche, la liste Front National - Rassemblement Bleu Marine remporte l'élection. Cyril Nauth est élu maire lors du Conseil municipal du vendredi 4 avril 2014,. Pendant le premier Conseil municipal du nouveau maire, où la CGT et Solidaires avaient appelé à manifester, huit personnes perturbant la séance sont interpellées.
Au second tour des élections municipales de 2020 dans les Yvelines, la liste RN  menée par le maire sortant Cyril Nauth est largement  devancée par celle menée par  Sami Damergy, la première obtenant 2 178 voix soit 44,15 % des suffrages exprimés (7 conseillers municipaux élus dont 1 communautaire), et la seconde 2 755 voix, soit 55,84 % des suffrages exprimés (28 conseillers municipaux élus, dont 4 communautaires), lors d'un scrutin marqué par 55,77 % d'abstention dans le contexte de la pandémie de Covid-19 en France.
Le maire battu Cyril Nauth a contesté ces résultats, estimant qu'il y aurait eu des irrégularités dans cette campagne marquée par le Covid. Ce recours a été rejeté par le tribunal administratif de Versailles en janvier 2021.

### Européennes de 2024
Aux élections européennes du 9 juin 2024, LFI arrive en tête et en plus forte hausse (31,88 % contre 9,12 % en 2019),,, soit 22 points, plus que les 4 points gagnés au niveau national, devant le Rassemblement national de Jordan Bardella (28,92 % contre 26,47 % en 2019),, PS-Place publique (9,08 % contre 6,51 % en 2019),, le parti au pouvoir n'arrivant que 4e, avec 8,98 % (contre 18,35 % en 2019),. Cette évolution se retrouve dans les sept autres villes populaires du département, à Trappes et à Mantes-la-jolie, Les Mureaux ou encore à Chanteloup-les-Vignes, Sartrouville, La Verrière et Poissy.

### Liste des maires
| Période                                  | Période                       | Identité                 | Étiquette    | Qualité |
| ---------------------------------------- | ----------------------------- | ------------------------ | ------------ | --- |
| Les données manquantes sont à compléter. |                               |                          |              | |
| 1878                                     | 1892                          | Daniel Constant-Gautier  |              | |
| 1892                                     | 1908                          | Charles Mallèvre         |              | |
| 1908                                     | 1919                          | Ulysse Morin             |              | |
| 1919                                     | 1932                          | Henri Dolnet             |              | |
| 1932                                     | 1935                          | Henri Mouletin           |              | |
| 1935                                     | 1941                          | Henri Feuille            |              | |
| 1941                                     | 1944                          | Gaston Genestre          |              | |
| 1945                                     | 1947                          | Prosper Lacroix          |              | |
| octobre 1947                             | mai 1953                      | Armand Gaillard          |              | |
| mai 1953                                 | septembre 1973 (décès)        | Aimé Bergeal             | SFIO puis PS | Inspecteur central des Postes et télécommunications Sénateur de Seine-et-Oise puis des Yvelines (1967 → 1973) Conseiller général de Mantes-la-Jolie (1955 → 1967 puis 1970 → 1973)                       |
| 1973                                     | mars 1977                     | André Peulvast           | PS           | |
| mars 1977                                | 1984 (démission)              | René Martin              | PCF          | Enseignant et principal de collège retraité Sénateur des Yvelines (1982 → 1986) Conseiller général de Mantes-la-Jolie (1967 → 1970 puis 1973 → 1976) Conseiller général de Mantes-la-Ville (1976 → 1982) |
| 1984                                     | mars 1989                     | Georges Godin            | PCF          | |
| mars 1989                                | juin 1995                     | Jacques Boyer            | PS           | Ingénieur Conseiller général de Mantes-la-Ville (1982 → 2001) |
| juin 1995                                | mars 2008                     | Annette Peulvast-Bergeal | PS           | Enseignante Députée de la 8e circonscription des Yvelines (1997 → 2002) Conseillère régionale d'Île-de-France (1992 → 1997) Vice-présidente de la CAMY (1999 → 2008)                                     |
| mars 2008                                | avril 2014                    | Monique Brochot          | PS           | Retraitée |
| avril 2014                               | juillet 2020                  | Cyril Nauth              | FN → RN      | Enseignant Conseiller régional d'Île-de-France (2015 → 2021) |
| juillet 2020                             | En cours (au 14 janvier 2021) | Sami Damergy             | SE-DVC       | Entrepreneur, ancien président du club de foot du FC Mantois |

### Politique de développement durable
La ville Mantes-la-Ville remplace une grande partie du fioul domestique utilisé pour le chauffage de ses bâtiments par de la biomasse (des plaquettes de bois déchiqueté et des granulés). Elle réchauffe une partie de l'eau chaude sanitaire avec des panneaux solaires (pour les vestiaires du stade Aimé-Bergeal).[réf. nécessaire]

### Jumelages
- Neunkirchen (Allemagne) depuis 1970.
- Chigwell (Royaume-Uni)

## Population et société

### Démographie

#### Évolution démographique
L'évolution du nombre d'habitants est connue à travers les recensements de la population effectués dans la commune depuis 1793. Pour les communes de plus de 10 000 habitants les recensements ont lieu chaque année à la suite d'une enquête par sondage auprès d'un échantillon d'adresses représentant 8 % de leurs logements, contrairement aux autres communes qui ont un recensement réel tous les cinq ans,.

En 2022, la commune comptait 21 874 habitants, en évolution de +10,34 % par rapport à 2016 (Yvelines : +2,72 %, France hors Mayotte : +2,11 %).
| 1793 | 1800 | 1806 | 1821 | 1831 | 1836 | 1841 | 1846 | 1851  |
| ---- | ---- | ---- | ---- | ---- | ---- | ---- | ---- | ----- |
| 811  | 832  | 725  | 788  | 838  | 909  | 938  | 971  | 1 001 |

| 1856 | 1861 | 1866 | 1872 | 1876 | 1881  | 1886  | 1891  | 1896  |
| ---- | ---- | ---- | ---- | ---- | ----- | ----- | ----- | ----- |
| 748  | 788  | 844  | 932  | 990  | 1 058 | 1 211 | 1 303 | 1 610 |

| 1901  | 1906  | 1911  | 1921  | 1926  | 1931  | 1936  | 1946  | 1954  |
| ----- | ----- | ----- | ----- | ----- | ----- | ----- | ----- | ----- |
| 1 859 | 2 088 | 2 322 | 2 720 | 3 604 | 5 414 | 6 011 | 5 780 | 6 670 |

| 1962   | 1968   | 1975   | 1982   | 1990   | 1999   | 2006   | 2011   | 2016   |
| ------ | ------ | ------ | ------ | ------ | ------ | ------ | ------ | ------ |
| 10 319 | 14 632 | 16 708 | 17 360 | 19 081 | 19 231 | 18 506 | 19 839 | 19 825 |

| 2021   | 2022   | - | - | - | - | - | - | - |
| ------ | ------ | - | - | - | - | - | - | - |
| 21 376 | 21 874 | - | - | - | - | - | - | - |

#### Pyramide des âges
La population de la commune est relativement jeune.
En 2018, le taux de personnes d'un âge inférieur à 30 ans s'élève à 42,7 %, soit au-dessus de la moyenne départementale (38,0 %). À l'inverse, le taux de personnes d'âge supérieur à 60 ans est de 19,5 % la même année, alors qu'il est de 21,7 % au niveau départemental.
En 2018, la commune comptait 10 008 hommes pour 10 491 femmes, soit un taux de 51,18 % de femmes, légèrement inférieur au taux départemental (51,32 %).
Les pyramides des âges de la commune et du département s'établissent comme suit.
| Hommes | Classe d’âge | Femmes |
| ------ | ------------ | ------ |
| 0,5    | 90 ou +      | 1,3    |
| 5,5    | 75-89 ans    | 6,7    |
| 12,2   | 60-74 ans    | 12,8   |
| 18,1   | 45-59 ans    | 17,9   |
| 19,2   | 30-44 ans    | 20,6   |
| 19,8   | 15-29 ans    | 17,6   |
| 24,8   | 0-14 ans     | 23,1   |

| Hommes | Classe d’âge | Femmes |
| ------ | ------------ | ------ |
| 0,6    | 90 ou +      | 1,4    |
| 6      | 75-89 ans    | 7,8    |
| 13,5   | 60-74 ans    | 14,8   |
| 20,7   | 45-59 ans    | 20,1   |
| 19,6   | 30-44 ans    | 19,9   |
| 18,5   | 15-29 ans    | 16,8   |
| 21,2   | 0-14 ans     | 19,2   |

## Enseignement
La ville abrite un des deux campus de l'Institut des sciences et techniques des Yvelines.
Il y plusieurs écoles élémentaires notamment : l'école Jean-Jaurès situé derrière la mairie, Armand-Gaillard, etc.
Il y a aussi des collèges (collège de La Vaucouleurs) situé dans le quartier du domaine de la vallée Centre, le collège des Plaisances situés dans le quartier des Merisiers et un lycée (Camille-Claudel).

### Culture

#### Musique
L'Ensemble orchestral de Mantes-la-Ville, ou EOM, est né de l'initiative d'un groupe de musiciens qui ont créé en 1885 l'harmonie de Mantes-la-Ville. L'ensemble a pris son nouveau nom en 1990, sous la direction de Jean-Luc Fillon, directeur et chef d'orchestre depuis 1984, artiste multi-instrumentiste (hautbois, cor anglais, contrebasse) et compositeur au parcours original.
Buffet Crampon, entreprise française créée en 1825, spécialisée dans la fabrication d'instruments à vent (bassons, clarinettes, hautbois et saxophones), est située à Mantes-la-Ville.
Le premier fabricant français d'instruments à vent (clarinettes, saxophones, cuivres, bassons français) et de becs, Henri Selmer Paris, entreprise fondée en 1885 par Henri Selmer, est également implanté à Mantes-la-Ville depuis 1919. Il produit environ 22 000 instruments par an, dont 80 % de saxophones, et plus de 100 000 becs de saxophone et de clarinette. Les quatre cinquièmes de la production sont exportés.

#### Équipements culturels
- Salle Jacques Brel : avec ses 800 places assises, la salle Jacques-Brel est la plus grande du Mantois. Chaque année, la salle propose des spectacles, des pièces de théâtre ou des concerts pour un public large et varié.
- École municipale d'arts plastiques

### Sécurité
Mantes-la-Ville est classée en partie depuis 2012 en zone de sécurité prioritaire, avec renforcement des effectifs de la police nationale. En effet, certains quartiers « souffrent plus
que d’autres d’une insécurité quotidienne et d’une délinquance enracinée » et « connaissent depuis quelques années une dégradation importante de leurs conditions de sécurité », ce qui a été identifié comme tel par le Ministère de l'Intérieur du Gouvernement Jean-Marc Ayrault, permettant ainsi à ces territoires de bénéficier de policiers supplémentaires.

## Économie

### Revenus de la population et fiscalité
En 2010, le revenu fiscal médian par ménage était de 29 110 €, ce qui plaçait Mantes-la-Ville au 15 655e rang parmi les 31 525 communes de plus de 39 ménages en métropole.

### Entreprises et commerces
Mantes-la-Ville est le siège de deux facteurs d'instruments à vent de renommée mondiale : Buffet Crampon pour les clarinettes, et Selmer pour les saxophones.
Une zone industrielle diversifiée s'est installée sur l'ancien site de la Cellophane.

## Culture locale et patrimoine

### Lieux et monuments

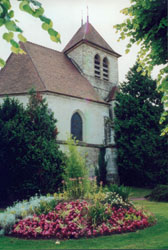
Église Saint-Étienne.

- Église Saint-Étienne :

La paroisse Saint-Étienne aurait été fondée en 974 par une comtesse de Houdan, mais les textes les plus anciens mentionnant l’existence de l’église Saint-Étienne de Mantes-la-Ville datent de 1238.
De l’église initiale du XIIe siècle ne subsiste que la nef et quelques éléments de l’abside. L’église médiévale est remaniée et agrandie au XVIe siècle, pour aboutir à peu de chose près à l’édifice actuel.
La conception de l’église Saint-Étienne, qu’il s’agisse de l’architecture ou des matériaux utilisés, est typique de l’époque et de la région : il en est ainsi par exemple de la voûte de bois, voûte en berceau de style roman. L’arc en plein cintre et la croisée d'ogives du chœur témoignent quant à eux des prémices du gothique dans le Mantois. Quant aux vitraux, réalisés par J. Gaudin et P. Potet, ils sont tout à fait contemporains de l’immédiat après-guerre : ils diffusent une clarté colorée dans l’église depuis 1948.
Au cours des XIXe et XXe siècles, l’église a subi plusieurs restaurations plus ou moins ponctuelles. Une grande campagne de restauration a eu lieu entre 1968 et 1981, dont l’objectif était de rendre à Saint-Étienne son état initial du XVIe siècle.
Tous les ajouts des XVIIe, XVIIIe et XIXe siècles ont été supprimés. Notamment, le porche qui précédait l’église, et qui tombait en ruine, a été supprimé, ainsi que la tribune qui, à l’intérieur de l’église, surplombait la nef. De même, la nef et le transept ont été réaménagés dans un souci d’authenticité.
L’église Saint-Étienne est le plus ancien témoin du patrimoine mantevillois.
- Ancienne usine Le Blan - Gringoire :

C'est en 1920 que l'entreprise Le Blan, filature de coton installée dans la commune depuis 1916, fait construire cette usine par Fourre et Rhodes entre la rue de Dammartin (rue Camélinat aujourd'hui) et la rue des Neffetières (actuelle rue Louise-Michel). En 1939, l'entreprise employait 504 personnes. Le bâtiment a bien résisté aux bombardements de la Seconde Guerre mondiale et, en 1944, les alliés installèrent trois batteries d'artillerie qui tirèrent sans interruption pendant deux jours. En 1947, 590 employés traitent dix tonnes de coton par jour. En 1959, le nombre d'employés est tombé à 300 et la filature ferme en 1961.
En septembre de la même année, la société Gringoire reprend l'usine et les salariés pour fabriquer des biscottes. La société ferme l'usine en 1974 qui est alors divisée entre AVIAC puis Sagem et un centre de formation des apprentis et diverses entreprises.
En 2009, la municipalité rachète l'usine pour la sauver d'un projet immobilier devant la détruire et la réhabiliter en maison des associations. Mais, après deux études évaluant le surcoût de la réhabilitation à deux millions d'euros, la municipalité a lancé un appel d'offres incluant la construction d'une maison des associations et la démolition de l'usine. Un collectif de Mantevillois s'est constitué pour tenter de sauver le bâtiment.

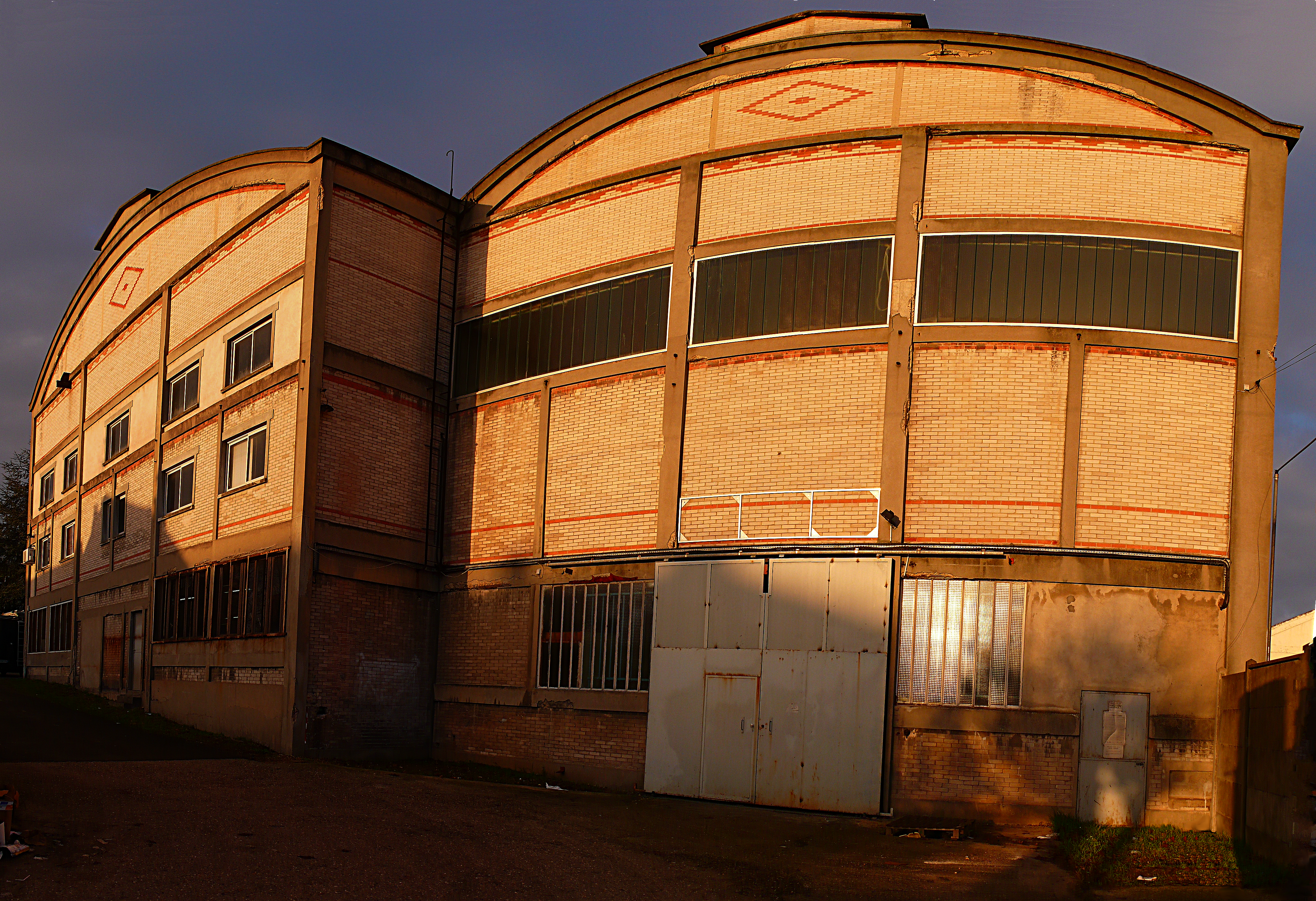
Usine Le Blan - Gringoire.

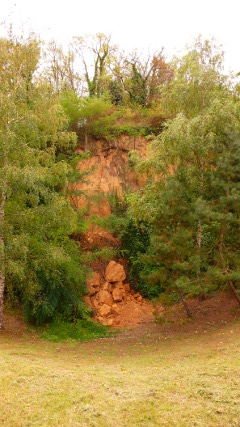
La carrière des Orgemonts.

- Carrière des Orgemonts 
Au sud-ouest de Mantes-la-Ville, à l'extrémité nord-est du plateau de Soindres, la carrière est accessible à mi-côte de la rue des Orgemonts. Elle présente une falaise de dix à quatorze mètres de hauteur, constituée de couches géologiques formées au cours de l'ère quaternaire, essentiellement par dépôt de limons (particules fines calcaires et siliceuses) charriés par les vents pendant les périodes froides[49]. Entre ces couches s'intercalent des paléosols plus fins formés lors de périodes plus tempérés. On trouve des dépôts similaires à Rosny, Rolleboise et Jouy Mauvoisin.
Des silex taillés ont été trouvés dans la carrière en 1898, mais dès 1869, le site attire l'attention de géologues qui l'étudieront à plusieurs reprises[50] :
  - 1869 : E. Belgrand.
  - 1898 : A. Laville, « Gisement de silex taillés dans les limons à brique de Mantes-la-Ville », Bulletin de la Société d'anthropologie de Paris, vol. 9,‎ 1898, p. 197-198 (lire en ligne)
  - 1950 : F. Bordes.
  - 1964 : M. Ters, « Les limons de Mantes-la-Ville », Bulletin de l'Association française pour l'étude du quaternaire.
  - 1983 : H. Vazard.

La briqueterie Cauzard-Blanchard, implantée à Mantes-la-Ville en 1860 l'exploite à partir de 1863 avant de prendre le nom de Tuilerie des Cordeliers en 1868,. En 1899 un accident coûte la vie à deux ouvriers qui meurent ensevelis sous un éboulement dans la carrière[source insuffisante],. La société est reprise entre les deux guerres par D. Ramazzina, qui doit réduire la production par manque de charbon en 1939-1940. L'exploitation s'arrêta le 19 juillet 1944 avec la destruction de la maison du directeur lors d'un bombardement allié, et les fours furent démolis en 1946,. La commune de Mantes-la-Ville acquiert les anciennes carrières en 1985 auprès de la société Rhône-Poulenc qui en était devenue propriétaire.

### Personnalités liées à la commune
- Alain Barrière (1935-2019), auteur-compositeur-interprète, a vécu à Mantes-la-Ville dans un moulin (ce moulin est visible dans le jeu Du plus beau et du plus laid ayant pour thème « 10 maisons de vedettes », diffusé par l’ORTF le 12 mars 1972) ; fut également dirigeant et animateur du Club athlétique de Mantes-la-Ville (CAMV) pour lequel il composa une Chanson du C.A.M.V. en 1971.
- André Brochant de Villiers (1772-1840), géologue et minéralogiste français, né à Mantes-la-Ville ; a donné son nom à la rue Brochant du 17e arrondissement de Paris.
- Omar Chikh (né vers 2000), concepteur de la série de vidéos humoristiques Mamadou Segpa et du personnage éponyme, a vécu chez sa mère à Mantes-la-Ville et étudié au lycée Camille-Claudel[56],[57].
- Nicolas-Antoine Coulon de Villiers (1683-1733), militaire français né dans la ville, mort en Nouvelle-France (colonie française en Amérique du Nord).
- Olivier Enguerrand (XVIe – XVIIe siècle, né à Mantes-la-Ville), religieux catholique français, puis ministre protestant et écrivain calviniste.
- Georges Auguste Charles Guibourg dit Georgius (1891-1970), chanteur français, chansonnier et comédien, né à Mantes-la-Ville.
- Rachida Khalil (née en 1973), comédienne ayant vécu à Mantes-la-Ville.
- Ferland Mendy (né en 1995), footballeur français, est passé par le club de la ville, le FC Mantois, est depuis 2019 latéral gauche au Real Madrid.
- Annette Peulvast-Bergeal (née en 1946 dans la ville), maire de Mantes-la-Ville de 1995 à 2008, députée de la huitième circonscription des Yvelines de 1997 à 2002, connue pour son altercation avec Jean-Marie Le Pen le 30 mai 1997 qui valut à ce dernier une condamnation à un an d'inéligibilité, 8 000 F d'amende et trois mois de prison avec sursis pour « violences sur personne dépositaire de l'autorité publique dans l'exercice de ses fonctions ».
- Augustin Serre (1836-1899), militant français né dans la ville, s’est consacré à la promotion de l'éducation et de la laïcité.

### Héraldique  et  logo
| Armes de Mantes-la-Ville | Les armes de Mantes-la-Ville se blasonnent ainsi : |

D'azur à la couronne dentée d'argent remplie de gueules, accostée et engrenant deux pignons dentés aussi d'argent, surmontés chacun d'une fleur de lis d'or, à la lyre du même, cordée de sable, enfermée dans la couronne dentée et brochant en issant de la partie supérieure de la couronne dentée, à la champagne ondée d'argent chargé d'un brochet d'azur.
Le blason de Mantes-la-Ville a été réalisé en 1961 seulement.
La couronne dentée évoque les industries mécaniques ; la lyre rappelle que Mantes-la-Ville fut et demeure un centre de fabrication d'instruments de musique; les deux fleurs de lis rappellent les armes de l’Île-de-France.
En pointe, la champagne ondée chargée d’un brochet symbolise la Seine et ses lieux de pêche et rappelle l’un des meubles emprunté aux armes de la famille Brochant de Villiers qui posséda les terres de Mantes-la-Ville de 1656 à la Révolution.
Le cep de vigne et les gerbes de blé rappellent l’origine rurale de Mantes-la-Ville.
La devise « Urbs Artis Musicae » complète ce sens de la lyre dans l’écu.

Logo de Mantes-la-Ville.

L'ancien logo, adopté en 1989, symbolise l’élan vers l’avenir comme le souligne le double « V » de ville et de vie. Le vert et le bleu, déjà présents dans le blason, sont traditionnellement associés aux espaces verts, aux cours d'eau (la Seine et la Vaucouleurs), en bref, à l’environnement.
Quant à la note de musique, elle exprime la présence à Mantes-la-Ville d’entreprises célèbres dans la fabrication d'instruments de musique.
En 2009, un nouveau logo de la Ville a été créé. Il offre un visage souriant et des courbes dynamiques, afin d'illustrer le développement (économique, social et culturel) de la Ville. Les deux notes permettent de conserver l'identité musicale. Enfin, le slogan « un accord durable » définit la volonté d'agir pour l'environnement et le développement durable.